# Edwin Zerbe
Edwin Kurt Bringfried Zerbe (* 22. August 1916 in Wiesbaden-Rambach; † 13. Oktober 1992 in Hannover) war ein deutscher Jurist und Politiker (SPD). Er wirkte unter anderem als Landrat und Bundestagsabgeordneter.

## Leben
Nach dem Abitur 1935 am Realgymnasium in Wiesbaden nahm Edwin Zerbe ein Studium der Rechtswissenschaft an der Johann Wolfgang Goethe-Universität in Frankfurt am Main auf, das er aber 1936 unterbrach, um Reichsarbeitsdienst leisten zu können. Anschließend trat er in die Wehrmacht ein. Er nahm von 1937 bis 1945 als Soldat am Zweiten Weltkrieg teil, wurde 1942 zum Hauptmann ernannt und als Abteilungskommandeur eingesetzt. Bei Kriegsende geriet er in amerikanische Gefangenschaft, aus der er 1946 entlassen wurde.
Nach seiner Entlassung aus der Kriegsgefangenschaft setzte Zerbe sein Studium fort, das er 1948 mit dem ersten und 1951 mit dem zweiten juristischen Staatsexamen beendete. Anschließend trat er in den hessischen Staatsdienst ein und war im Justizdienst in Wiesbaden und Frankfurt am Main tätig, arbeitete dann als Justitiar beim Regierungspräsidenten in Wiesbaden und war von 1951 bis 1955 als Referent für die hessischen Universitäten und Hochschulen beim Hessischen Ministerium für Erziehung und Volksbildung in Wiesbaden tätig. Seit 1970 arbeitete er als Rechtsanwalt. Zerbe war evangelisch und seit 1960 Mitglied der Synode der Evangelischen Landeskirche von Kurhessen-Waldeck.
Edwin Zerbe war verheiratet und hatte zwei Kinder. Er lebte in Bad Hersfeld und arbeitete zuletzt als Rechtsanwalt und Notar.

## Parteien
Zum 1. Mai 1935 war Zerbe in die NSDAP eingetreten. Er war zudem SA-Mitglied.
Zerbe hatte sich 1945 der SPD angeschlossen, war von 1948 bis 1954 stellvertretender Vorsitzender des SPD-Kreisverbandes Wiesbaden und wurde 1958 zum Vorsitzenden des SPD-Unterbezirks Hersfeld gewählt.

## Abgeordneter
Zerbe war von 1948 bis 1955 Ratsmitglied (Stadtverordneter) der Stadt Wiesbaden. Er wurde später in den Kreistag des Kreises Hersfeld-Rotenburg gewählt und amtierte dort von 1972 bis 1986 als Kreistagsvorsitzender. Von 1958 bis zum 23. November 1965 sowie von 1970 bis 1978 war er Mitglied des Hessischen Landtages. Bei der Bundestagswahl 1965 wurde er in den Deutschen Bundestag gewählt, dem er bis zu seiner Mandatsniederlegung am 2. Mai 1967 angehörte. Im Parlament vertrat er den Wahlkreis Hersfeld.

## Öffentliche Ämter
Zerbe amtierte von 1955 bis 1970 als Landrat des Kreises Hersfeld. Anschließend war er bis 1972 Erster Kreisbeigeordneter des Kreises Hersfeld-Rotenburg.

## Ehrungen
- 1972: Verdienstkreuz 1. Klasse der Bundesrepublik Deutschland
- 1979: Großes Verdienstkreuz der Bundesrepublik Deutschland